# Ларіонова Алла Дмитрівна
Алла Дмитрівна Ларіонова (рос. Алла Дмитриевна Ларионова; 19 лютого 1931, Москва, РРФСР, СРСР — 25 квітня 2000, Москва, Росія) — радянська і російська актриса. Заслужена артистка РРФСР (1965). Народна артистка РРФСР (1990).

## Біографічні відомості
Закінчила Всесоюзний державний інститут кінематографії (1953, майстерня Сергія Герасимова, Тамари Макарової).
Грала у фільмах: «Анна на шиї», «Дванадцята ніч», «Доля барабанщика» та інших. Знялась в українських кінокартинах: «Команда з нашої вулиці» (1954, Оля), «Головний проспект» (1956, Віра), «Чумацький шлях» («Млечный путь») (1959, Ліза), «Зброя Зевса» (1991, т/ф, 5 а).
Була дружиною радянського актора Миколи Рибникова.
Похована на Троєкурівському кладовищі.

## Вибрана фільмографія

### Кіно
| Рік  | Фільм                        | Оригінальна назва                  | Роль                     |
| ---- | ---------------------------- | ---------------------------------- | ------------------------ |
| 1948 | «Мічурін»                    | рос. Мичурин                       |                          |
| 1955 | «Дванадцята ніч»             | рос. Двенадцатая ночь              | графиня Олівія           |
| 1958 | «Батьки і діти»              | рос. Отцы и дети                   | Одинцова Ганна Сергіївна |
| 1960 | «Тричі воскреслий»           | рос. Трижды воскресший             | Світлана Сергіївна       |
| 1965 | «Третя молодість»            | рос. Третья молодость              | Любов Леонідівна         |
| 1966 | «Дикий мед»                  | рос. Дикий мёд                     | Любов Леонідівна         |
| 1968 | Довгий день Кольки Павлюкова | рос. Длинный день Кольки Павлюкова | Любава                   |
| 1980 | «Атланти і каріатиди»        | рос. Атланты и кариатиды           | Любава                   |
| 1989 | «Ім'я твоє»                  | рос. Имя твое                      | Ганна Львівнач           |